# スリヴォ・ポレ
スリヴォ・ポレ（ブルガリア語: Сливо поле, Slivo Pole, 発音 [ˈslivo poˈlɛ]）は、ブルガリア北東部のルセ州にある町。州の北東部に位置する、スリヴォ・ポレ市の行政上の中心地である。ドナウ川から5キロメートルほど離れた、ルセからシリストラへの街道上に位置する。人口は3,169人（2009年12月時点）。
2002年11月29日に町制施行した。クリミア戦争後にタタール人がこの地に移住し、1863年以降はルセやルーマニアからのブルガリア人がこれに加わった。かつてはイスレポル (Islepol) やスレポヴォ (Slepovo) という村名だったが、広大なスモモの果樹園を持つ宿屋があったことから、スモモ園を意味するスリヴォ・ポレと旅行者から呼ばれるようになり、1912年に正式に改称された。

## スリヴォ・ポレ市
スリヴォ・ポレ市は面積276平方キロメートルで、下記の11の地区からなる。
- バボヴォ (Babovo)
- ボリソヴォ (Borisovo)
- ブラシュレン (Brashlen)
- チェレショヴォ (Chereshovo)
- ゴリャモ・ヴラノヴォ (Golyamo Vranovo)
- コシャルナ (Kosharna)
- マルコ・ヴラノヴォ (Malko Vranovo)
- リャホヴォ (Ryahovo)
- スリヴォ・ポレ (Slivo Pole)
- スタンボロヴォ (Stambolovo)
- ユデルニク (Yudelnik)

市内の民族構成はブルガリア人が44%、トルコ人が32%、ロマが18%、ムスリム・ブルガリア人が6%などとなっている。
シリストラ州のトゥトラカン市にまたがるカリモク＝ブラシュレン自然保護区には、絶滅危惧種に指定されている鳥類が多数棲息しており、有名な観光地となっている。